# Richard Tamm
Richard Tamm (ur. 7 marca 1846 w Chocianowie, zm. 21 maja 1909 w Kamionkach) – popularyzator rozwoju turystyki przełomu XIX i XX wieku na ziemi dzierżoniowskiej, miłośnik Gór Sowich.
Tamm urodził się w Chocianowie. Nauki pobierał w Legnicy i Wrocławiu. W stolicy Dolnego Śląska przez rok praktykował jako nauczyciel w gimnazjum św. Elżbiety. W 1877 roku przeniósł się do Świebodzic, gdzie nauczał w szkole średniej. Siedem lat później pojawił się w Dzierżoniowie. Otrzymał tu nominacje władz oświatowych na inspektora szkolnego w tym mieście. Z czasem uzyskał tytuł radcy szkolnego. Związał się również z lokalnym samorządem. W 1892 roku został radnym, a od 1903 roku piastował stanowisko sekretarza Rady Miejskiej.
Głównym polem działalności Richarda Tamma stała się turystyka i popularyzowanie walorów Gór Sowich. Zaraz po przybyciu do Dzierżoniowa wstąpił do działającego tu Towarzystwa Gór Sowich (Eulengebirgsverein, EGV). Już w 1887 roku stanął na czele tej organizacji. Po przekształceniach, jakie zaistniały wśród turystycznych zrzeszeń i organizacji, szefował także (od 1901 roku) Federacji Towarzystw Górskich na Sowie (Verband der Gebirgsvereine an der Eule). Tamm był inicjatorem powstania dwóch sowiogórskich szkolnych schronisk w Sokolcu i Srebrnej Górze, a także pisma o tematyce historyczno-krajoznawczej „Eulengebirgsfreund”. Wśród wielu zrealizowanych planów jego największym niewątpliwie osiągnięciem było doprowadzenie do realizacji budowy na szczycie Wielkiej Sowy istniejącej do dziś wieży widokowej. Prace przy jej wznoszeniu rozpoczęto w lipcu 1905 roku, a już 24 maja 1906 roku dokonano uroczystego otwarcia. Nowo powstałemu obiektowi nadano imię pierwszego kanclerza zjednoczonych po 1871 roku Niemiec, Ottona von Bismarcka.
Dokładnie trzy lata po tym wydarzeniu dzierżoniowianie żegnali zmarłego trzy dni wcześniej Tamma. W piątek 21 maja 1909 roku wyruszył on sam na ostatnią, jak się okazało, wycieczkę w góry. Chciał dotrzeć na szczyt Wielkiej Sowy. Po przebyciu około jednego kilometra od zabudowań Kamionek, na dość stromym podejściu dostał zawału serca.
Pamięć towarzysza postanowili uczcić koledzy i współpracownicy. 19 września 1909 roku w miejscu śmierci Tamma dokonano uroczystego odsłonięcia pamiątkowego kamienia. Po II wojnie światowej głaz ten został jednak przewrócony napisem do ziemi, tak, że przechodzący turyści mijali go bez zwracania uwagi. W maju 1999 roku, za sprawą działaczy stowarzyszenia „Wielka Sowa” z Dzierżoniowa, kamień wrócił na swoje miejsce, a dawna ścieżka turystyczna (Fritsche Weg) prowadząca w kierunku Wielkiej Sowy została na nowo udostępniona turystom i nosi nazwę: Ścieżka Bogdana Grabowskiego.